# صموئيل فورنير
صموئيل فورنير (بالإنجليزية: Samuel Fournier)‏ هو لاعب كرة القدم الكندية أمريكي، ولد في 28 يناير 1986 في لاكولي في كندا.

## وصلات خارجية
- صموئيل فورنير على موقع JustSportsStats.com (الإنجليزية)